# Szu–15
A Szu–15 kéthajtóműves, szuperszonikus elfogó-vadászrepülőgép-típus volt, melyet a Szovjetunióban fejlesztettek ki az 1960-as évek végére, a korábbi Szu–9 és Szu–11 repülőgépek továbbfejlesztésével. A szovjet légvédelem fő fegyverének szánt repülőgépet titkos elektronikája és kizárólag légvédelmi feladatok ellátására korlátozott képességei miatt nem exportálták sehova. A Szovjetunió felbomlását követően Oroszország és Ukrajna légierejében még rövid igeig szolgálatban maradt. A gépeket az Orosz Légierőnél 1994-ben, az Ukrán Légierőnél 1996-ban vonták ki a hadrendből.
Háborúkban nem vett részt, azonban a szovjet légvédelem fő típusaként több esetben lőtt le eltévedt civil utasszállító repülőgépeket. A leghíresebb ilyen incidens a Korean Air 007-es járatának lelövése volt a Szahalin sziget közelében, 1983. szeptember 1-jén. Koreai utasszállító repülőgépet már korábban is lőttek le a típussal, szintén a Korean Air Lines Boeing 707-esét, 1978. április 20-án, Murmanszk közelében. 1981. július 18-án egy argentin CL–44-es repülőgép izraeli fegyveralkatrészeket szállított Iránba, és a Teheránból visszatérő repülőgép Örményország légterébe tévedt. Valentyin A. Kuljapin Szu–15-ösével elfogta, és mivel a repülőgép túl közel volt a rakétaindításhoz, szándékosan a jobb oldali vízszintes vezérsíkjának ütközve semmisítette meg. A szovjet pilóta sikeresen katapultált, az argentin gép a svájci személyzetével együtt odaveszett.

## Típusváltozatok
- Szu–15T[1]
- Szu–15TM[2]
- Szu–15UM[3]
- Szu–15UT[4]